# Llano Estacado

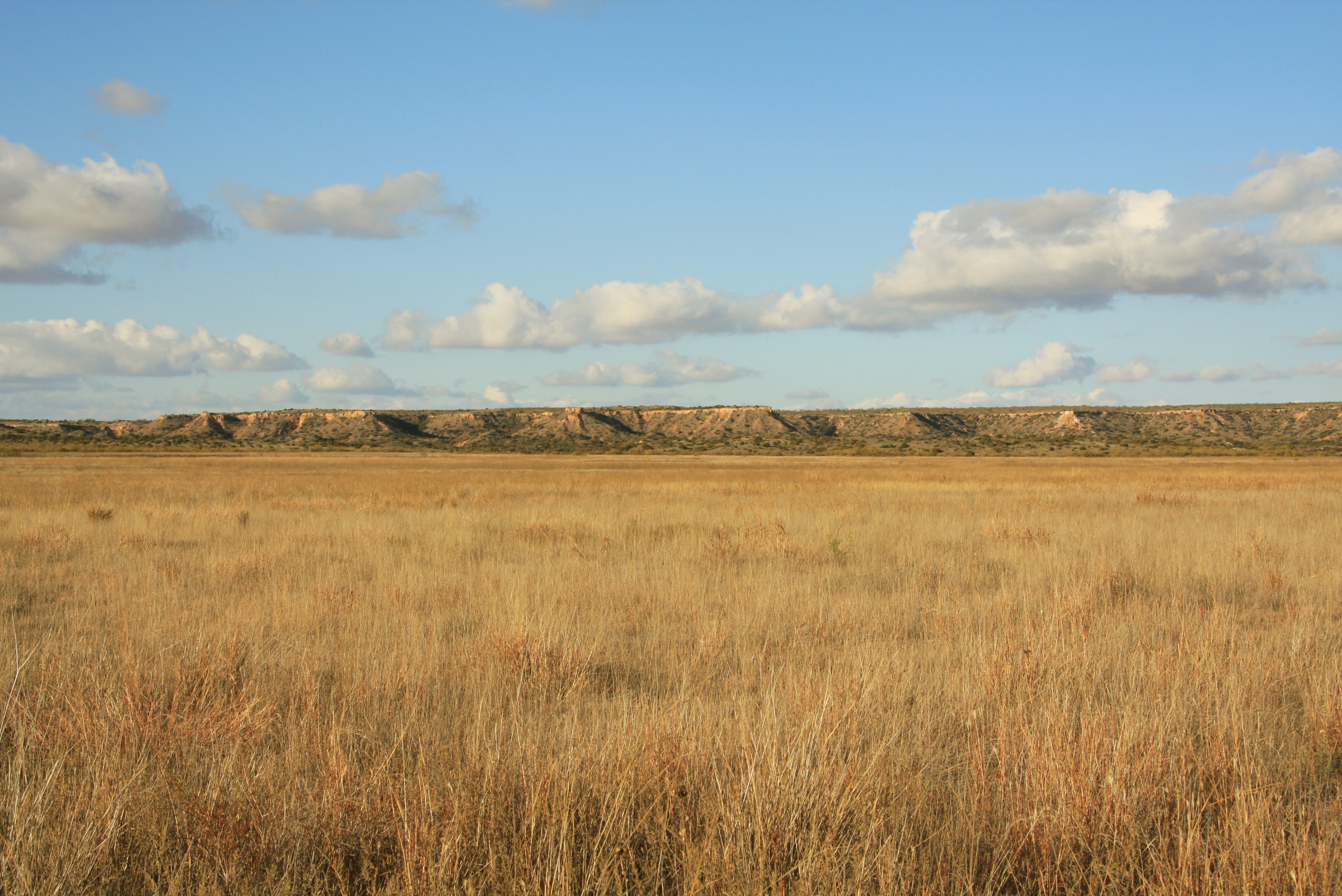
Caprock Escarpment

Llano Estacado, på engelska oftast kallad Staked Plains ("utstakad slätt" i stället för det korrekta "slätt med palissader"), är en högslätt (ca 900-1500 m ö.h.), sluttande mot sydost, i gränsområdet mellan Texas och New Mexico. Området omfattar ca 70 000 km² och består huvudsakligen av en kalk- och sandstensplatå täckt av ett tunt jordlager. Den engelska versionen av namnet har gett upphov till en mängd olika fantasifulla förklaringar av vad det kan vara för "stakar" som avses. Området namngavs 1541 av Francisco Vásquez de Coronado efter förkastningszonen vid områdets norra gräns (Caprock Escarpment), som han alltså ansåg likna palissader.